# Enric II de Reuss-Obergreiz
Enric II de Reuss-Obergreiz (en alemany Heinrich II. Reuß zu Obergreiz) va néixer a Dresden (Alemanya) el 4 de febrer de 1696 i va morir a Greiz el 17 de novembre de 1722. Era un noble alemany fill del comte Enric VI (1649-1697) i d'Enriqueta Amàlia de Friesen (1668-1732).

## Matrimoni i fills
El 22 d'octubre de 1715 es va casar a Dresden amb Carlota Sofia de Bothmer
(1697-1748), filla de Joan Gaspar de Bothmer (1656-1732) i de Gisel·la Erdmuda de Hoym (1669-1741). Fruit d'aquest matrimoni en nasqueren:
- Enriqueta Erdmuda (1716-1719)
- Enric VIII (1718-1719)
- Enric IX (1718-1723)
- Enric X, nascut i mort el 1720.
- Enric XI (1722-1800), casat amb Conradina de Reuss-Kostritz (1719-1770).